# Fiennes (Pas-de-Calais)
Fiennes település Franciaországban, Pas-de-Calais megyében. Lakosainak száma 849 fő (2022. január 1.). Fiennes Caffiers, Rety, Ferques, Guînes, Hardinghen és Hermelinghen községekkel határos.

## Népesség
A település népességének változása:
| Lakosok száma | 895  | 891  | 906  | 891  | 879  | 868  | 856  | 852  | 849  |
|               | 2013 | 2015 | 2016 | 2017 | 2018 | 2019 | 2020 | 2021 | 2022 |